# Australocleptes
Australocleptes is een geslacht van wantsen uit de familie van de Reduviidae (Roofwantsen). Het geslacht werd voor het eerst wetenschappelijk beschreven door Norman Cecil Egerton Miller in 1951.

## Soorten
Het genus bevat de volgende soorten:

- Australocleptes debilis (Walker, 1873)
- Australocleptes ereptor Miller, 1957
- Australocleptes hackeri Miller, 1957